# Принс, Станислав
Станислав Принс (имя при рождении — Станислав Педык; эст. Stanislav Prins (Pedõk); 6 июня 1988, Донецк, Украинская ССР) — эстонский футболист, вратарь. Выступал за национальную сборную Эстонии.

## Биография

### Клубная карьера
Воспитанник футбольного клуба «Пярну ЯК». Во взрослом футболе дебютировал в 2005 году в составе клуба «Вапрус» в первой лиге, в этом же сезоне стал победителем первой лиги. В высшем дивизионе дебютировал 12 марта 2006 года в матче против «Транса» (1:4) вышел на замену в перерыве при счёте 0:4 вместо Вейко Пылдемаа и за оставшееся время не пропускал голов. Всего за полтора сезона в высшей лиге в составе «Вапруса» сыграл 35 матчей.
Летом 2007 года перешёл в таллинскую «Флору». Дебютный матч за клуб в чемпионате Эстонии сыграл 11 августа 2007 года против «Аякса Ласнамяэ» (4:0), эта игра осталась для него единственной в первом сезоне. В первые годы был запасным вратарём своего клуба, подменяя Михкеля Аксалу. В 2010 году стал основным вратарём, сыграв за сезон 26 матчей. В 2011 году его вытеснил из «рамки» Марко Меэритс, однако после ухода того в голландский «Витесс» Принс вернулся в основу. В первой половине 2013 года, когда Меэритс на правах аренды играл за «Флору», Принс, также на правах аренды выступал за «Транс» (Нарва). Всего в составе «Флоры» вратарь сыграл более 120 матчей, становился двукратным чемпионом Эстонии (2010, 2011), обладателем Кубка и Суперкубка.
В декабре 2014 года был дисквалифицирован на 4 года за участие в договорных матчах.

### Карьера в сборной
Выступал за юношескую (до 19 лет), молодёжную и олимпийскую сборные Эстонии.
В национальной сборной Эстонии дебютировал в неофициальном матче в декабре 2008 года против команды испанской провинции Мурсия, выйдя на замену в концовке матча. Затем в течение нескольких лет изредка вызывался в состав перед товарищескими матчами, но в состав на матч не попадал. Единственный официальный матч сыграл 8 ноября 2012 года против сборной Омана (2:1), выйдя на замену на 76-й минуте вместо Артура Котенко, и за оставшееся время не пропускал голов.

## Личная жизнь
В феврале 2014 года Станислав Педык изменил фамилию на Принс.
Старший брат, Максим Педык (род. 1986) тоже был футболистом, играл на позиции нападающего в клубах из Пярну. В 2006 году выступал в высшем дивизионе за «Вапрус» вместе с братом.